# Friedrich Carl Ludwig von Kardorff
Friedrich Carl Ludwig von Kardorff, auch Friedrich Karl Ludwig von Kardorff (* 21. März 1812 in Alt-Pannekow; † 8. Mai 1870 in Neustrelitz) war ein deutscher Verwaltungsjurist und 1849/50 Mitglied der Mecklenburgischen Abgeordnetenversammlung.

## Leben
Friedrich Carl Ludwig von Kardorff stammte aus dem Haus Steinhorst des mecklenburgischen Uradelsgeschlechts von Kardorff; er war der zweite Sohn von Wilhelm Friedrich Leopold von Kardorff (1786–1816) auf Penzlin (heute Ortsteil von Gallin-Kuppentin) und seiner Frau Lisette Christine, geb. von Bülow, verwitwete von Hopffgarten († 1825).
Nach dem Tod seiner Eltern kam er zu Verwandten nach Neustrelitz und besuchte hier das Gymnasium Carolinum (Neustrelitz). Von 1831 bis 1834 studierte er Rechtswissenschaften an den Universitäten Halle, Heidelberg und München. In Halle schloss er sich 1831 der Halleschen Burschenschaft an.
Nach Abschluss seiner Studien wurde er Kammerjunker und Auditor bei der großherzoglichen Justizkanzlei in Neustrelitz. 1839 bestand er die Prüfung zum Richteramt und wurde Richter am Stadtgericht Neustrelitz. Ab September 1841 begleitete er die Großherzogin Marie und ihre Tochter Herzogin Luise (1818–1842) auf ihrer Italienreise, auf der die Herzogin Luise am 1. Februar 1842 verstarb. Er begleitete ihren Leichnam daraufhin zurück nach Neustrelitz. Am 9. März 1842 ernannte ihn Großherzog Georg zum Kammerherrn.
1844 wurde er Richter in Fürstenberg/Havel, das damals zu Mecklenburg-Strelitz gehörte, und zu Michaelis 1845 wurde er zum dritten Mitglied der Landvogtei, der Regierungsbehörde für das Fürstentum Ratzeburg, und des Justizamts in Schönberg ernannt.
Bei der durch die Mandatsniederlegung des Arztes Carl Wilhelm Marung notwendig gewordenen Nachwahl im März 1849 wurde er zum Mitglied der Mecklenburgischen Abgeordnetenversammlung für den Wahlkreis Mecklenburg-Strelitz/Fürstentum Ratzeburg 1 gewählt. Er schloss sich der Fraktion der Rechten an.
Nahezu zeitgleich wurde er am 27. Juni 1849 zum außerordentlichen Mitarbeiter bei der großherzoglichen Regierung in Neustrelitz ernannt. Nach Auflösung der Abgeordnetenversammlung als Folge des Freienwalder Schiedsspruchs wurde er 1850 Regierungsrat, später mit dem Titel Geheimer Rat, im Staatsministerium Mecklenburg-Strelitz in Neustrelitz.

## Auszeichnungen
- 28. März 1842: Ritter des Guelphen-Ordens